# Piotr Filippow

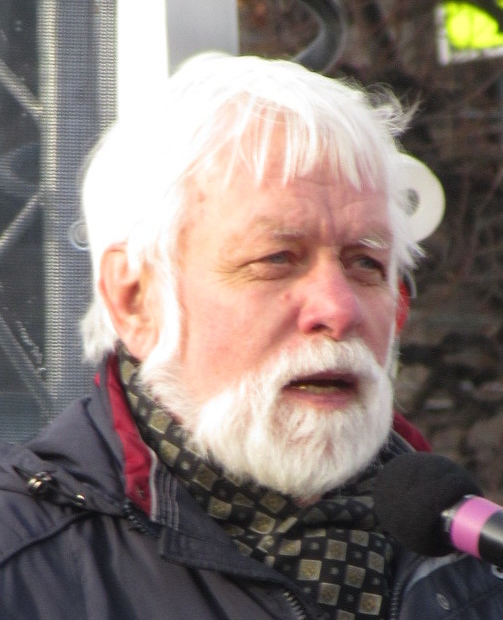

Piotr Siergiejewicz Filippow (ur. 1945 w Odessie).
Absolwent Leningradzkiego Instytutu Przyrządów Lotniczych. W lutym 1993 wszedł w skład Rady Prezydenckiej. W następnym miesiącu tego roku został kierownikiem Ośrodka Analitycznego ds. Polityki Społeczno-Gospodarczej w administracji prezydenta Jelcyna. Od czerwca 1993 jeden z przewodniczących Partii Republikańskiej Federacji Rosyjskiej. Od marca 1994 kierownik Zarządu Informacji, ponownie przy administracji prezydenta Jelcyna.